# William Douglas, 8. Earl of Douglas
William Douglas, 8. Earl of Douglas, (* um 1425; † 21. Februar 1452 ermordet auf Stirling Castle) war ein schottischer Adliger und Guardian of Scotland.
William war der älteste Sohn des James Douglas, 7. Earl of Douglas und dessen Frau Beatrice Stewart von Albany. Er wurde 1430 zum Ritter geschlagen. Er folgte seinem Vater 1443 als 8. Earl of Douglas und 2. Earl of Avondale. 1450 heiratete er Margaret Douglas of Galloway. Zwischen 1443 und 1449 bekleidete William das Amt des Lord Lieutenant des Königreichs, 1450 bis 1452 war er auch Warden of the Marches. 1450 unternahm er eine Pilgerreise nach Rom.
König Jakob II. von Schottland versuchte, die Vormachtstellung der Familie Douglas zu brechen und sich deren Ländereien anzueignen, was Schottland in einen Bürgerkrieg stürzte. Schon 1440 hatte der zu der Zeit zehnjährige Jakob den 6. Earl of Douglas hinrichten lassen. Jakob II. lud William unter Zusicherung von freiem Geleit nach Stirling Castle ein und verlangte dort von ihm die Auflösung seines Bündnisses mit Alexander Lindsay, 4. Earl of Crawford. Als William dies verweigerte, wurde er vom König persönlich erstochen.
William starb kinderlos, ihm folgte deshalb sein Bruder James als 9. Earl of Douglas.